# Stefan Ciara
Stefan Jerzy Ciara (ur. 21 sierpnia 1949 w Warszawie) – polski historyk, doktor habilitowany nauk humanistycznych, profesor nadzwyczajny na Uniwersytecie Warszawskim.

## Życiorys
Tytuł magistra uzyskał na Uniwersytecie Warszawskim w 1972, doktorat tamże w 1986, habilitację w 2004.
W latach 1972–1973 zatrudniony w Bibliotece Uniwersytetu Warszawskiego, w Archiwum Głównym Akt Dawnych 1973–1979, w Instytucie Historycznym UW od 1979 jako starszy asystent, adiunkt od 1987. W trakcie pracy w AGAD ukończył Studium Podyplomowe Archiwistyki na Uniwersytecie Mikołaja Kopernika w Toruniu (1975–1976). W latach 1994–1999 był p.o. Kierownika Zakładu Nauk Pomocniczych Historii IH UW.
Odbył staże zagraniczne: Wiedeń wrzesień 1992 i czerwiec 1994 (na zaproszenie Österreichisches Ost- und Südosteuropa Institut).
Jego zainteresowania naukowe: historia społeczna Polski nowożytnej; archiwistyka i nauki pomocnicze historii; historia Polski XIX w. na tle historii powszechnej tej epoki; historia historiografii polskiej (zwłaszcza ośrodka lwowskiego).
W przeszłości prowadził zajęcia z neografii rosyjskiej w Akademii Podlaskiej w Siedlcach.
Współpracuje z Wydziałem Historycznym Akademii Humanistycznej im. Aleksandra Gieysztora w Pułtusku.

## Wybrane publikacje
- Kariera rodu Wejherów 1560–1657, Warszawa 1980
- Zbiór dokumentów papierowych w AGAD, „Archeion”, t. 73, 1982,
- Senatorowie i dygnitarze koronni w drugiej połowie XVII w., Wrocław 1990
- Urzędnicy centralni i nadworni Polski XIV–XVIII wieku. Spisy, Kórnik 1992 (współautorstwo)
- Archiwum Główne Akt Dawnych w Warszawie. Przewodnik po zasobie, t. 2, Epoka porozbiorowa, pod red. F. Ramotowskiej, Warszawa 1998 (współautorstwo)